# Lilla Charley Björn
Lilla Charley Björn är en TV-serie skapad och producerad av Daniel Pickering, Annix Studios år 2007. Med James Corden som berättare, tar Lilla Charley Björn med tittarna på en resa i en låtsasvärld, där allt är möjligt.

## Tillkomst
Viacom Media Networks var de ursprungliga distributörerna, som fick sändningsavtal med CBeebies i december 2008.
Enligt planerna skulle TV-serien börja produceras i januari 2009 men fick stoppas på grund av den ekonomiska klimatet. Chapman Entertainment i HIT Entertainment köpte Lilla Charley Björn från Annix Studios i september 2009 och full produktion påbörjades med Annix som producent. Lilla Charley Björn gjorde sin TV-debut i januari 2011 på CBeebies  med 1,4 miljoner unika tittare under första veckan.  Annix var klar med alla 52 avsnitt i september 2011.
Vivid Imaginations har tillverkat en rad av leksaker på licens av Lilla Charley Björn.